# Карма
Понятието Карма (कर्म) означава действие, дело или дейност и също така се отнася до духовния принцип за причината и следствието, където намеренията и действията на индивида са причина, която определя неговото бъдеще. Доброто намерение и добрата постъпка са причина за добрата карма, която се проявява като бъдещо щастие, докато лошата умисъл и лошата постъпка са причина за лоша карма, която се проявява като бъдещо страдание. Кармата е тясно свързана с идеята за прераждането в много школи на азиатските религии. В тези школи кармата в настоящето засяга нечие бъдеще в този живот, както и вида и качеството на бъдещия живот и нечии преживявания в самсара.
Карма е ключово понятие с корени идващи от древна Индия в индуизма, будизма, джайнизма, сикхизма и даоизма.

## Етимология
Karma като Карман със ср.род от основна дума + n именително на Карма कर्म от корена √kṛ कृ, означава „да се направи, да направи, изпълнява, изпълни, причина, следствие, подготвям се, да предприема“. Корен Kr (кри) е често срещан в древната санскритска литература и се използва, за да обясни идеите в Ригведа и в другите Веди, упанишади, пурани и епоси в индуизма. Коренът „кри“ се появява и в думата санскрит означавайки, че това е език който е „добре направен“. Думата Карман се появява в Ригведа, например в 10.22.8. както и думата карма.
Думата карма е свързана с вербалния прото-индоевропейски корен *kwer-„да се направи, създаде“.

## Определение и значение
В индуизма и по-късно в будизма (вж карма в будизма) и сикхизма това е резултатът от действията на човека. Човешкото съзнание се разглежда като извор на причинните импулси, които, от една страна, посяти в миналото, влияят на настоящото състояние на съзнанието; а създадени в настоящето, определят бъдещите състояния на съзнанието. Важен аспект в източната философия е представата, че всяко същество, създало дадена причина, ще преживее и потенциално осъзнае нейните последствия. Поради тази причинно-следствена връзка естествено се достига до извода за необходимостта от нови проявления на съзнанието, което е било източник на дадени причини, останали неразтворени от съществата след смъртта. Оттук се достига до понятието за прераждане като естествено следствие от разбирането на причинността. Както се определя в будистките традиции, под кармична причина се разбира действието на „трите врати“ – тялото, речта и ума, като господар е умът.
Според индийската философска традиция има три вида карма:
1. Санчита карма – натрупана, събрана карма, чиито резултати още не са се проявили.
2. Прарабдха карма или карма-съдба е тази част от санчита кармата, която съставя сегашния ни живот. Събират се плодовете на част от натрупаната карма.
3. Крияамана карма или карма-семена. Това е кармата, която човек сега създава, чрез своите мисли и постъпки и чиито плодове ще бере в бъдеще.

Тези три вида карма могат най-лесно да се обяснят с пример за фермер, който сее семена, после прибира реколта, част от която съхранява, а другата потребява.
Освен индивудуалната карма, която се отнася към дадено конкретно съзнание, притежаващо нивото на развитие самосъзнание, има и групова карма, която може да се прояви и разгърне към дадено колективно съзнание на ниво семейство, род, нация, раса или цивилизация в общопланетарен аспект.
Пречистването на лошата карма започва с променяната на мислите, намеренията и действията в положителна посока. Основен метод за това пречистване е медитацията в различните школи (йога, даоизъм, будизъм).